# The Software Toolworks
The Software Toolworks — американская компания, занимавшаяся разработкой программного обеспечения. Основателем и руководителем компании был известный в США радио и телеведущий Лес Крейн. Первоначально штаб-квартира располагалась в Чатсуорте (Калифорния), позже переехала в Новато (Калифорния).

## История
Завершив карьеру на телевидении, Лес Крейн стал заниматься бизнесом, основав вначале медицинскую школу в Мексике, а затем занявшись коммуникационным консалтингом. Купив персональный компьютер для работы, Лес заинтересовался программным обеспечением, со временем решив заняться им вплотную
The Software Toolworks была основана в 1980 году (по другим данным в 1984) и первоначально занималась разработкой и изданием программного обеспечения для персональных компьютеров Heath/Zenith. Первыми продуктами компании стали MYCHESS ®, игра The Original Adventure и компилятор для CP/M C/80 C. Прославилась своими разработками, в частности, серией трёхмерных цветных шахматных программ Chessmaster и серией программ, обучающих быстрой печати, Mavis Beacon Teaches Typing. Она также известна участием в развитии серии игр Lego Island PC. Среди достижений компании также стоит отметить удачную серию игр про Марио, талисмана компании Nintendo.
В 1990 году The Software Toolworks приобрела другого производителя программного обеспечения, компанию Mindscape, которая привлекла Крейна главным образом тем, что была лицензиатом Nintendo, имея право выпускать игры для её игровых консолей NES и Game Boy. В том же 1990 году на выставке Summer Consumer Electronics Show британский комедийный актёр, композитор и пианист Дадли Мур представил публике разработанную The Software Toolworks электронную систему обучения игре на пианино Miracle Piano Teaching System. Именно эта система привела компанию к упадку: Miracle Piano Teaching System должна была работать на компьютере в сочетании со специальной электронной клавиатурой, а представители The Software Toolworks переоценили востребованность этого продукта и заказали его слишком много, в то время как покупателей на эту систему нашлось очень мало. В результате, компании едва хватило средств чтобы погасить долги.
В 1992 году Роджер Буи (англ. Roger Buoy), основатель Mindscape, покинул компанию, чтобы заняться другой предпринимательской деятельностью.
Компания приняла участие в очередном раунде слияний и её штаб-квартира переехала в Новато (штат Калифорния) к северу от Сан-Франциско.
В 1993 году The Software Toolworks разработала под брендом Mindscape совместно с Origin Systems видеоигру Wing Commander для Super Nintendo Entertainment System. В то время компания балансировала на грани банкротства и сокращала персонал, изо всех сил пытаясь выжить. Продажи от игры превзошли все ожидания, полученный доход спас компанию от разорения, так что цена ценных бумаг The Software Toolworks, упавшая до 2$ за акцию, в итоге выросла обратно до 12$ за акцию, прежде чем компания была приобретена.
В 1994 году британская компания Pearson PLC выкупила The Software Toolworks за 462 млн $. Позднее переименована в Mindscape.